# ŠK Ferraria Zagreb
Športski klub Ferraria iz Zagreba osnovan je 1922. godine, a prema nekim izvorima 1923. godine. Osnovan je na poticaj Ferde Gordića i namještenika željezarske struke. Klub se natjecao u prvenstvima Zagrebačkog nogometnog podsaveza. Raspušten je 6. lipnja 1945. godine odlukom Ministra narodnog zdravlja Federalne Države Hrvatske.
Većina članova bili su privatni činovnici i trgovački pomoćnici željezarske struke.
Klupska adresa 1925. bila je Bakačeva 4, sjeveroistočno od Trga bana Josipa Jelačića. Klupske boje 1932. bile su crna i bijela.

## Nazivi kluba
Nosio je ime ŠK Ferraria i HŠK Ferraria.[kad je dodano H?]
Od osnutka do 1945. godine nosi naziv Ferraria, a tada mijenja naziv u Gvoždjar, kad je odlukom ministra u vladi NDH Miška Zebića[provjeriti] moralo se pohrvatiti sva imena športskim društvima. Ime je nosio sve do raspuštanja za jugokomunističkog udara na hrvatski šport kojim se ugasilo sve klubove koji su djelovali i za vrijeme NDH.

## Natjecanje i uspjesi
Za nogometne uspjehe kluba zaslužan je trener Rudolf Rupec. Osvaja prvenstvo Zagreba III. razreda u sezoni 1929./30. U Prvenstvu Zagreba 1943./44. umalo se plasirao u završnicu državnog prvenstva. Posljednju utakmicu odigrao je 5. svibnja 1945. godine na Igralištu Građanskog u I. razredu Prvenstva Zagreba 1945. protiv Željezničara (0:2).

## Poznati igrači
- Ivica Horvat
- Josip Drago Horvat
- Zvonimir Monsider
- Danijel Premerl